# Der erste Tag der Freiheit
Der erste Tag der Freiheit ist ein polnischer Spielfilm aus dem Jahre 1964. Er basiert auf einem Theaterstück von Leon Kruczkowski.

## Handlung
Der Film spielt kurz nach Ende des Zweiten Weltkriegs. Die deutsche Bevölkerung ist größtenteils nach Westen geflüchtet. In einer kleinen ehemals deutschen Stadt blieben der Arzt Dr. Rhode und seine Töchter Inga, Luzzi und Lorchen. In diese Stadt kommt eine Gruppe von polnischen Offizieren, die aus deutscher Kriegsgefangenschaft befreit sind. Inga wird von einem ehemaligen polnischen Zwangsarbeiter vergewaltigt. Der polnische Offizier Jan verteidigt das Mädchen gegenüber weiteren Übergriffen durch die siegestrunkenen Landsleute. Als jedoch auch der SS-Mann Otto mit Kollegen zurück in die Stadt kommt, endet die Geschichte tragisch. Otto ist der Verlobte von Inga und kommt nach einem Kampf mit den polnischen Soldaten ums Leben. Jan wird gezwungen Inga zu töten, da diese Otto unterstützt hatte.

## Kritiken
„Dramatischer Film, der die Standpunkte von „Siegern“ und „Besiegten“ bemerkenswert fair gegeneinander abwägt. Die Frage nach Schuld, Verantwortung und Sühne wird beiden Seiten gleichermaßen kompromißlos gestellt.“

## Auszeichnungen
Der Film wurde zu den Filmfestspielen von Cannes 1965 eingeladen, um am Wettbewerb um die Goldene Palme teilzunehmen. Bei der Preisvergabe ging er allerdings leer aus. Im gleichen Jahr wurde der Film mit dem Filmpreis Złota Kaczka  (Preis der polnischen Fachzeitung film) als bester Film des Jahres 1964 ausgezeichnet.